# فوينتي كامبرون
فوينتي كامبرون هي بلدية تقع في مقاطعة سوريا، في منطقة قشتالة وليون، في إسبانيا. يبلغ عدد سكانها 37 نسمة وذلك حسب (المعهد الوطني للإحصاء) سنة 2017. تبلغ مساحتها 48,64 كم مربع، وترتفع عن سطح البحر 1,016 متر.

## تطور السكان
في تعداد عام 2010 بلغ عدد سكان البلدية 44 نسمة، منهم 26 رجلا و18 امرأة. 